# Пески (Золочевский район)
Пески (укр. Піски) — село в Бродовской городской общине Золочевского района Львовской области Украины. Расположено в 2,5 км к юго-западу от Лешнева и в 18 км по автодорогам к северу от города Броды.

## История
В середине XIX века деревня относилась к округу Броды края Золочев Галиции. В 1880 году в ней (вместе с деревней Лесовое) числился 791 житель (и 6 в окрестностях), в том числе 117 римо-католиков и 537 греко-католиков, имелся филиал школы (основанный в 1874 году) с обучением на украинском языке.
В 1939 году относилась к гмине Лешнев Бродовского повята Тарнопольского воеводства Польши; в ней (вместе с деревней Лесовое) проживало около 920 человек (830 украинцев, 85 латинников, 5 евреев).
В том же году село вошло в состав Львовской области УССР, в 1968 и 1978 годах входило в состав Лешневского сельсовета.
В 1989 году население составляло 456 человек (208 мужчин, 248 женщин).
По переписи 2001 года население составляло 542 человека, почти все (99,45 %) назвали родным языком украинский, 1 человек (0,18 %) — молдавский.
Имеются школа I ступени, народный дом общества «Просвита», библиотека, магазины. В 1991 году построена церковь апостолов Петра и Павла (ПЦУ).